# Stelis pardita
Stelis pardita là một loài Hymenoptera trong họ Megachilidae. Loài này được Parker & Griswold mô tả khoa học năm 1993.